# Gerry Snyder
Pour les articles homonymes, voir Snyder.
Gerry Snyder (1920-2007) est un homme politique canadien qui fut une personnalité politique importante de la ville de Montréal à l'époque du maire Jean Drapeau. À titre de président du comité exécutif et de conseiller municipal, on lui attribue l'organisation des Jeux olympiques d'été de 1976, l'obtention du Grand Prix de Formule 1 en 1978 et l'arrivée des Expos de Montréal en 1969. Pour ces raisons, il était surnommé l'ambassadeur du sport à Montréal.
Snyder est aussi connu dans les annales de la jurisprudence du droit civil québécois en raison de la poursuite en diffamation qu'il avait intentée contre la Montreal Gazette, qui l'avait qualifié sans justification de « représentant de la mafia juive et soupçonné d'avoir des contacts dans le milieu du crime organisé » dans un article de journal. Au moment où l'arrêt Snyder c. Montreal Gazette Ltd  a été rendu par la Cour suprême du Canada, les dommages-intérêts obtenus par Snyder étaient l'un des plus importants montants jamais octroyés en diffamation par un tribunal canadien, avant d'être dépassés quelques années plus tard par le montant octroyé dans l'arrêt Hill c. Église de scientologie de Toronto,.